# Paul Touvier
Paul Claude Marie Touvier (Saint-Vincent-sur-Jabron, 3 aprile 1915 – Fresnes, 17 luglio 1996) è stato un militare francese, ex funzionario antisemita e collaborazionista del regime di Vichy. Fu condannato a morte nel 1946 e nel 1947 per uno dei numerosi crimini commessi come leader della milizia di Lione durante l'occupazione della Francia da parte della Germania nazista, inclusa l'esecuzione di sette ebrei nel cimitero di Rillieux-la-Pape.
Latitante, fu graziato nel 1971 dal presidente Georges Pompidou, ma nel 1973 gli furono mosse accuse per crimini imprescrittibili contro l'umanità. Fu nuovamente latitante grazie alle reti cattoliche, descritte nell'opera Paul Touvier e la Chiesa, diretta dallo storico René Rémond. Alla fine fu arrestato nel 1989, processato e condannato all'ergastolo nel 1994 per crimini contro l'umanità.

## Biografia
Paul Claude Marie Touvier nacque il 3 aprile 1915 a Saint-Vincent-sur-Jabron, nelle Alpi dell'Alta Provenza, nel sud-est della Francia. La sua famiglia era devotamente cattolica romana, di classe medio-bassa ed estremamente conservatrice.  Era uno degli 11 figli e il più grande dei cinque ragazzi. Da giovane prestò servizio come chierichetto e per un anno frequentò il seminario con l'intenzione di diventare prete.
La madre di Touvier, Eugenie, era un'orfana cresciuta dalle suore. Da adulta era molto religiosa e andava a messa tutti i giorni. Morì quando Touvier era adolescente. Suo padre, François Touvier, era esattore delle tasse a Chambéry, dopo essersi ritirato dall'aver fatto il soldato di carriera per 19 anni. Il padre di Touvier era molto conservatore, ammiratore del monarchico e antiparlamentarista Charles Maurras e di L'Action Française.
Paul Touvier si diplomò all'Istituto San Francesco di Sales di Chambéry all'età di 16 anni. Quando compì 21 anni, suo padre gli procurò un lavoro come impiegato presso la stazione ferroviaria locale, dove lavorava allo scoppio della seconda guerra mondiale.  Touvier fu mobilitato per lo sforzo bellico nel 1939. Dopo la creazione del governo di Vichy, Touvier e la sua famiglia furono fermi sostenitori del suo leader Philippe Pétain. Padre e figlio si unirono al gruppo dei veterani di Vichy quando fu fondato nel 1941.

## Anni di guerra
Unendosi all'8ª divisione di fanteria francese, Touvier combatté contro la Wehrmacht tedesca finché, in seguito al bombardamento di Chateau-Thierry, disertò. Touvier tornò a Chambéry nel 1940, allora occupata dal Regno d'Italia. La sua vita prese un nuovo corso dopo la fondazione della Milice (la milizia francese di Vichy).
Touvier diventò noto per essere donnaiolo e per il commercio al mercato nero. Disgustato dallo stile di vita libertino di suo figlio, il padre lo convinse a unirsi alla Milice, sperando che un po' di disciplina militare avrebbe "fatto di suo figlio un uomo".
Touvier fu infine nominato capo del dipartimento di intelligence del Milice di Chambéry sotto la direzione sotto la direzione della Gestapo e dell'SD. Nel gennaio 1944 ne divenne il secondo capo regionale.
Divenuto "capo Touvier", frequentò padre Stéphane Vautherin, che inventò il titolo di cappellano della Milizia di Lione, e che esercitò il suo ministero tra i torturatori e i torturati. Tuttavia Touvier, a parte i suoi rapporti personali con padre Vautherin, “non può vantare in nessun momento e a qualsiasi titolo rapporti privilegiati con la Chiesa durante questo periodo”.

### Antisemitismo
Nel dicembre 1943, su richiesta della Gestapo, Paul Touvier e i suoi miliziani attaccarono una sinagoga dove si credeva si nascondessero degli ebrei. Lì trovarono solo un paio di persone, marito e moglie, e le arrestarono davanti alla loro giovane figlia. Sarà proprio questa figlia ad identificare anni dopo Paul Touvier. La coppia fu deportata ad Auschwitz, da dove non fece ritorno.
Per Paul Touvier, «gli ebrei sono dei codardi», spiegò una volta a un amico dopo aver visto alcuni che lo imploravano: «Prendete tutto quello che abbiamo, ma lasciateci la vita».

### Assassinio di Hélène e Victor Basch

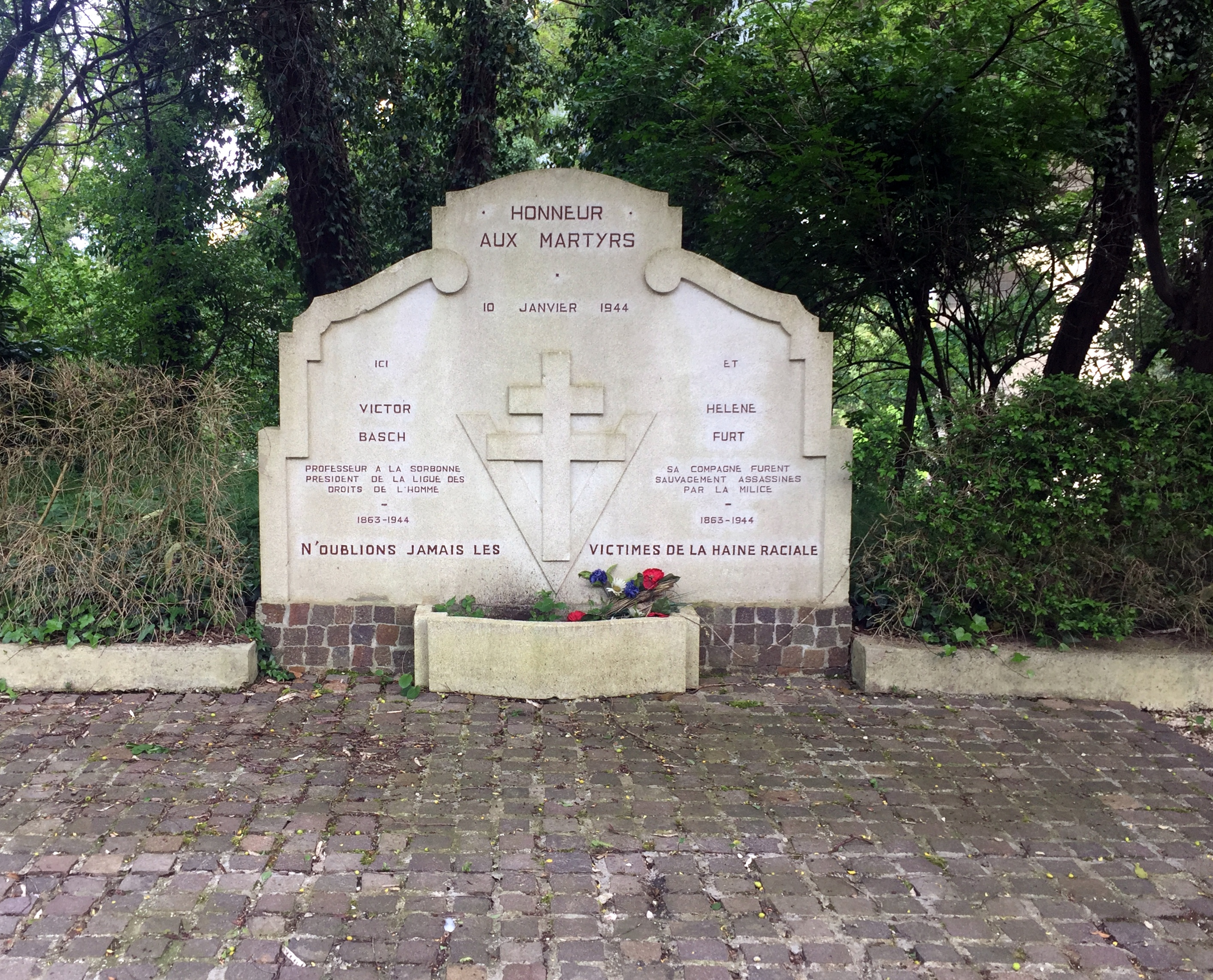
Memoriale di Hélène e Victor Basch

Il 10 gennaio 1944, la Milizia francese, di cui Paul Touvier è uno dei capi, arrestò Victor Basch (presidente della Lega per i diritti umani, allora 80enne) e sua moglie Hélène nella loro casa di Caluire-et-Cuire. Paul Touvier fu testimone dell'arresto. Hélène e Victor Basch furono assassinati a Neyron da Lécussan (capo regionale della Milizia) e Gonnet. Sul corpo di Victor Basch venne ritrovato un segno lasciato dai miliziani su cui era scritto:(FR) Le Livre noir des crimes nazis dans l'Ain pendant l'Occupation, Édition du Bastion, 2004,  p. 132.

### Esecuzione degli ostaggi di Rillieux-la-Pape
Qualche mese più tardi, il 28 giugno 1944, a Parigi 15 membri della Resistenza, vestiti da membri della Milice, assassinarono il ministro della Propaganda della Francia di Vichy Philippe Henriot mentre dormiva nel palazzo del Ministero dove viveva e lavorava. Poiché si sospettava che gli assassini fossero di Lione, a Touvier fu ordinato di condurre omicidi di rappresaglia. Il 30 giugno Touvier trovò sette prigionieri ebrei francesi già in custodia e li fece fucilare.
Questo crimine valse a Paul Touvier una condanna per complicità in crimini contro l'umanità.
Durante il processo del 1994, fu scoperto un taccuino privato di Paul Touvier, per l'anno 1985-1986, con annotazioni sulle personalità. Così André Frossard venne descritto come un “sinistro commerciante ebreo”. Dopo uno spettacolo di Anne Sinclair che aveva invitato Élisabeth Badinter, scrisse  “TF1 Jewish Trash”. Per quanto riguarda il film Max mon amour con l'attrice Charlotte Rampling, si segnalò in rosso “cinema ebraico”. Da parte sua, Gilberte Duc, sua ex segretaria nel 1944, descrisse Touvier come “altezzoso, duro, fragile, orgoglioso, antisemita”. Il suo ex autista, Jean-Lucien Feuz, citò Paul Touvier dopo l'assassinio dei coniugi Basch: “Li abbiamo presi, questi sporchi ebrei".

### La Liberazione
Nell'agosto 1944, Touvier restò nel quartier generale della Milizia a Lione. Non seguì i tedeschi, credendosi protetto grazie ai suoi contatti con la Resistenza moderata. Padre Stéphane Vautherin lo consigliò a liberare i prigionieri. Cosa che lui fece: durante i mesi di luglio e agosto, Touvier rilasciò in piccoli gruppi i prigionieri che gli erano stati affidati.
Al momento della liberazione di Lione, Paul Touvier sapeva tuttavia cosa lo aspettava. E decise di nascondersi. Trovò il suo primo rifugio presso l'abate Stéphane Vautherin, che viveva sulla collina di Fourvière. Lo nascose sotto un falso pavimento mentre gli uomini della resistenza perquisivano la casa. Touvier riuscì a lasciare la città con una somma di 300.000 franchi dell'epoca provenienti dal tesoro della Milizia di Lione.
Touvier cambiò per la prima volta anche la sua identità e prese quella di suo cognato Albert Gaillard. Una pensione (acquistata per 300.000 franchi) dette rifugio a Touvier a Montpellier. Lì accolse la sua famiglia, composta dal padre, dai fratelli e dalle sorelle, dal cognato e dal figlio François, di sei anni. Andò poi a Ceignac, quindi a Boutencourt nell'Oise cambiando di nuovo il nome in quello di “Claude Trichet”, architetto di Valence.

### Doppia condanna
Il 10 settembre 1946, Paul Touvier fu condannato a morte in contumacia dal tribunale di giustizia di Lione (giurisdizione speciale istituita alla Liberazione), e il 4 marzo 1947 alla stessa sentenza della corte di giustizia di Chambéry.
Il 3 luglio 1947 fu arrestato a Parigi, dove tentò diverse rapine a mano armata (tra cui una in una panetteria) e complottò con altri sopravvissuti all'epurazione, prima di essere denunciato. Di fronte agli agenti di polizia che lo interrogavano, il due volte condannato a morte tradì i suoi amici, tra cui Stéphane Vautherin. Al termine degli interrogatori, prima di essere inviato davanti al plotone di esecuzione di Lione, approfittò della mancanza di sorveglianza per fuggire, destando sospetti sull'esistenza di complici.

### Di nuovo in fuga

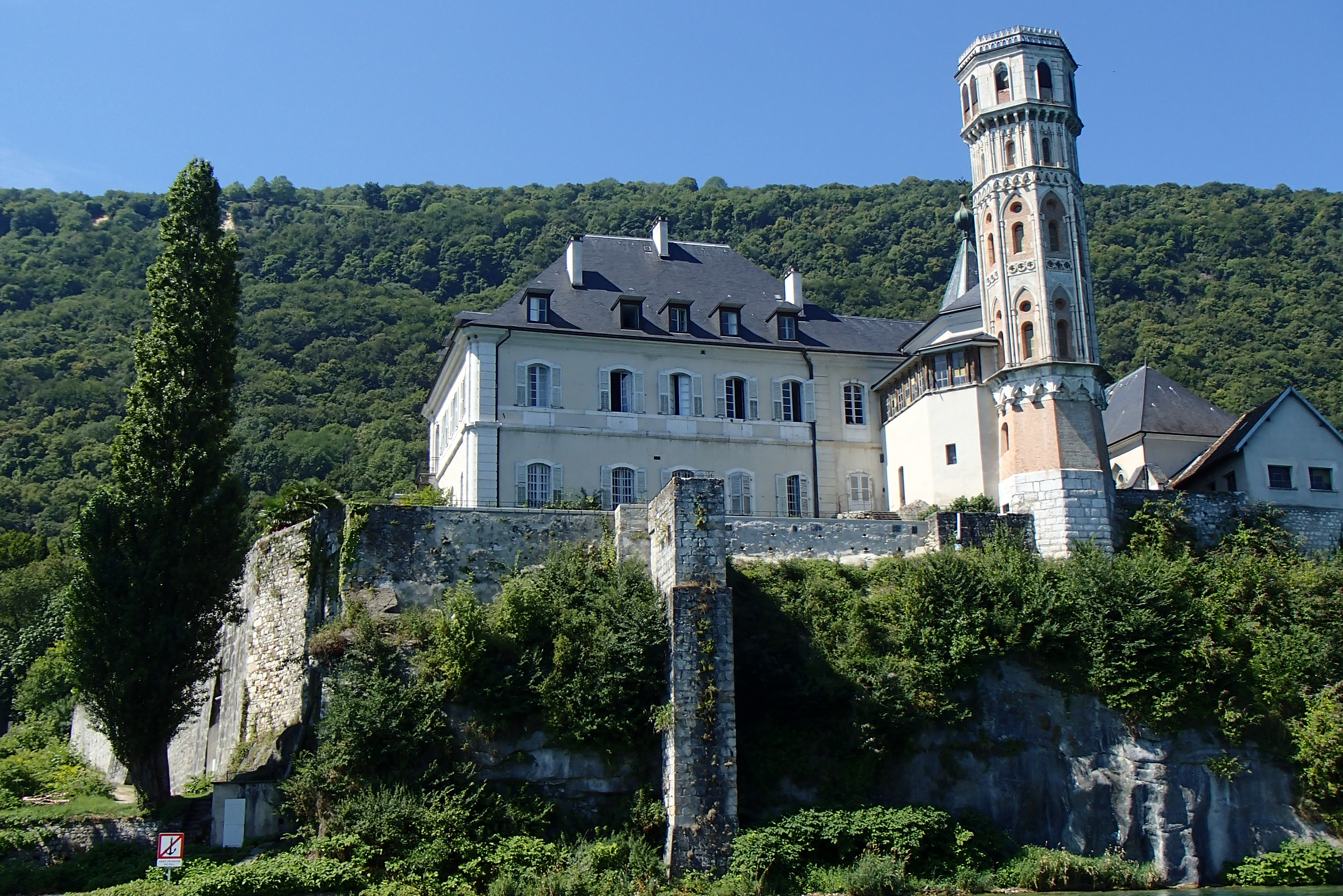
Abbazia di Hautecombe

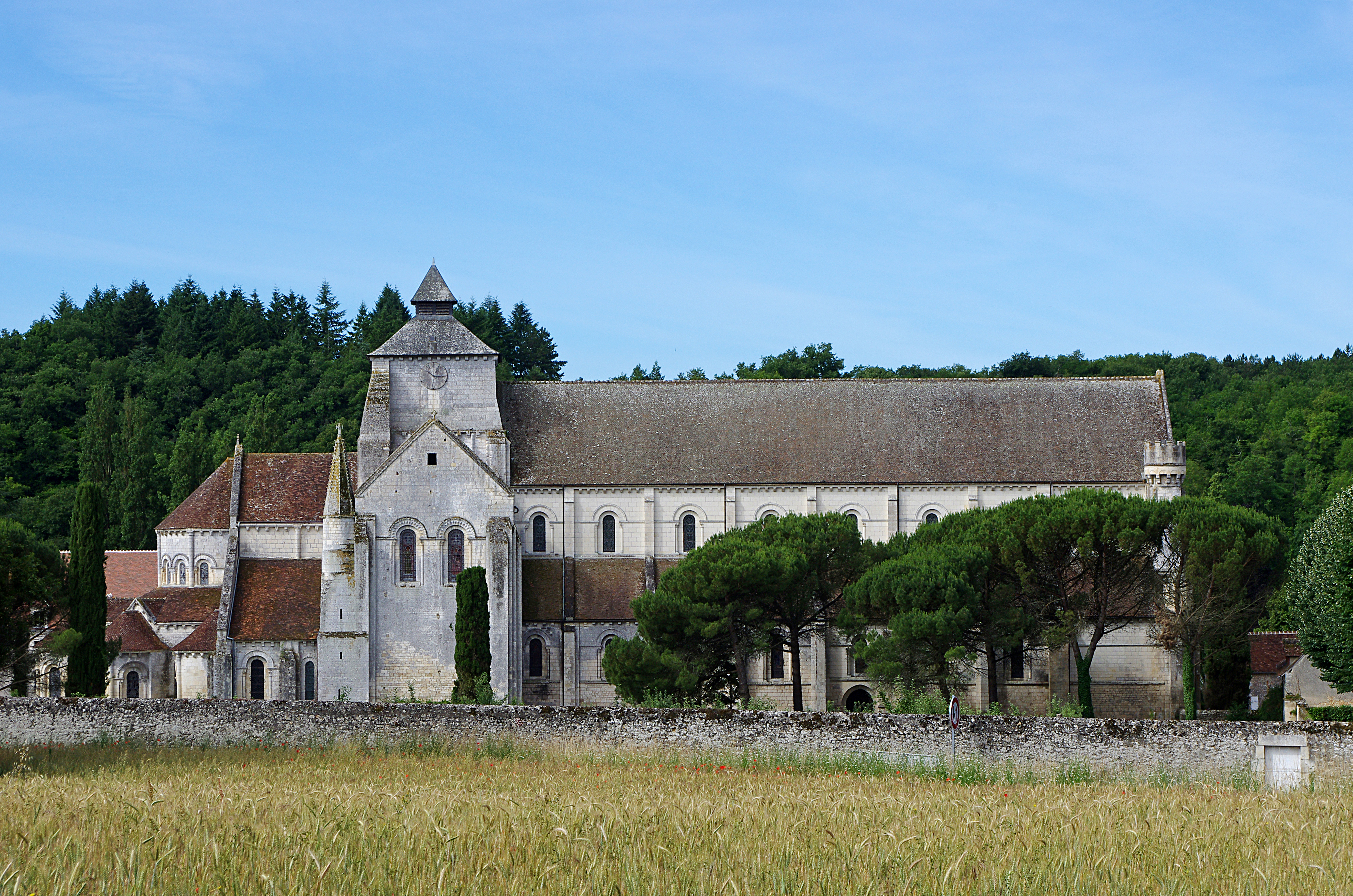
Abbazia di Notre-Dame di Fontgombault

Il fuggitivo bussò alle porte delle chiese di Parigi: prima a Sainte-Clotilde, poi a Saint-François-Xavier e all'abbazia della Source,  a casa di padre Olphe-Galliard (benedettino). Le sue tracce poi si persero.
Nell'agosto 1947, all'età di 32 anni, in una cappella di rue Monsieur-le-Prince, si sposò clandestinamente dall'abate Pierre Duben, cappellano della prigione, con una giovane donna di 21 anni, Monique Berthet, che conobbe a Parigi. Il matrimonio fu celebrato dall'abate Pierre Duben, cappellano della prigione. Nacquero due figli: Chantal nel 1948 e Pierre nel 1950.
Negli anni Cinquanta si nascose a Chambéry, nella casa della famiglia Charmettes, sotto falsa identità e con l'appoggio di alcuni ambienti cattolici. Lì trovò l'appoggio di padre Tissot, primo vicario della cattedrale. Il parroco del Sacré-Cœur, padre Eugène Morel-Chevillet, gli fornì aiuto e assistenza. Quando un pericolo sembrava minacciare la famiglia, sempre ricercata, trovò rifugio presso il clero regolare (al convento domenicano di Éveux, alla Chartreuse de Portes, all'Ain, all'abbazia di Saint-Pierre de Solesmes, alla Sarthe).
Si fermò, si disse, anche all'Abbazia di Hautecombe, in Savoia: un comunicato stampa fu emesso il 29 maggio 1989 dall'abate per protestare contro queste affermazioni, indicando da un lato che Touvier “non ha mai soggiornato nell'abbazia di Hautecombe, [anche se] ha avuto contatti personali con padre Édouard Dupriez, abate di questo monastero fino al 1978”, e dall'altro che "il padre Michel Pascal, attuale abate di Hautecombe, e l'intera comunità, recentemente informata, condannano energicamente gli atti di cui è accusato Paul Touvier e le ideologie che li hanno originati". Nel 1992, gli storici, guidati da René Rémond, sottoposero il rapporto Paul Touvier e la Chiesa al cardinale Albert Decourtray. L'Abbazia di Hautecombe venne chiaramente menzionata in questo rapporto come appartenente alle “reti” di sostegno ecclesiastico.
Conobbe Jacques Brel e lavorò per lui a metà degli anni Sessanta - senza rivelare la sua vera identità,  facendosi chiamare "Paul Berthet" -, in particolare producendo con lui alla Philips (uscito il 27 aprile 1967) un disco 33 giri di educazione sessuale per i giovani, intitolato L'Amour et la Vie e per il quale Brel gli concesse l'uso gratuito di una delle sue canzoni. Questo disco venne poi accolto molto bene dalla stampa. Brel “apprese solo cinque anni dopo di chi si era fidato” e con il quale aveva stretto, nel tempo, veri e propri legami di amicizia.

### Libri
- Collettiva (Libera Università di Bruxelles), Il processo di Norimberga: conseguenze e aggiornamento: atti della conferenza internazionale del 27 marzo 1987, Bruxelles, Émile Bruylant /Ed de l' ULB, coll. “Diritto internazionale, n. 22”, 1988, 181 pag. ISBN 978-2-8027-0425-6.
- Laurent Greilsamer e Daniel Schneidermann, Un certain Monsieur Paul – L'affaires Touvier, Parigi, Fayard, nuova edizione riveduta e ampliata, 1994 ( 1ª ed. 1989), 272 p. ISBN 978-2-213-59248-0.
- René Rémond (dir.), Jean-Pierre Azéma, François Bédarida, Gérard Cholvy, Bernard Comte, Jean Dujardin, Jean-Dominique Durand e Yves-Marie Hilaire, Paul Touvier e la Chiesa – Relazione della commissione storica istituita dal cardinale Decourtray, Parigi, Fayard, coll.  “Per una storia del xx secolo”, 1992, 417 p. ISBN 978-2-213-64841-5.
- Éric Conan e Henry Rousso (nuova edizione riveduta, corretta e ampliata), Vichy, Un passato che non passa, Parigi, Gallimard, coll.  “Foglio di storia”, 1996, 2ª ed. (1ª ed. Fayard, 1994), 513 p. ISBN 978-2-07-032900-7.
- Annette Wieviorka, Il processo di Norimberga, Parigi, Éditions Liana Levi, coll. "Ottavino", 2006 (ristampa 2009) 307 p. ISBN 2-86746-420-X.
- Michèle Cointet, Dizionario storico della Francia sotto l'occupazione, Tallandier, 2000.
- Dominique Missika, Il piccolo Louis: storia di un eroe della resistenza, Parigi, Hachette Littératures, coll.  “Prove”, 2002, 202 p. ISBN 978-2-01-235611-5 (biografia di Louis Goudard, testimone al processo Touvier).
- Jocelyn Néron (tesi di laurea in giurisprudenza), Giustizia e storia di fronte ai processi per crimini contro l'umanità: tra memoria collettiva e procedura, Università di Montreal, 2010.
- Bénédicte Vergez-Chaignon, Touvier: quando gli archivi si aprono…, Parigi, Flammarion, 2016 p. ISBN 978-2-08-138250-3.

### Testimonianze
- Riss, Il processo Touvier, numero speciale Charlie Hebdo n.1 , prefazione di Cavanna, maggio 1994  (Riss, fumettista di Charlie Hebdo, ha assistito all'intero procedimento del processo).
- Appunti di Lisa Margot Glaeser, nipote di Léo Glaeser
- Jacques Trémolet de Villers, Paul Touvier è innocente, edizioni Dominique Martin Morin, 1990 (Jacques Trémolet de Villers è stato l'avvocato di Paul Touvier durante il processo).
- Jacques Trémolet de Villers, Il caso Touvier, cronaca di un processo ideologico, edizioni Dominique Martin-Morin.

### Documentari e film
- Bring in the Accused presentato da Christophe Hondelat, di Agnès Hubschman, diretto da Bernard Faroux, febbraio 2007 e agosto 2008, “Paul Touvier, la traque”, su France 2
- Mr Zeizig, diretto da Christian Tran, nel 1994. Con René Zeizig, figlio di uno dei sette ebrei giustiziati a Rilleux la Pape, che segue le fasi del processo a Paul Touvier.
- Monsieur Paul, film TV diretto nel 2016 da Olivier Schatzky, con François Morel (Paul Touvier), Laurent Gerra (Franck Jourdan). Il film per la TV ripercorre la caccia a Paul Touvier, nel 1972, da parte di un giornalista di L'Express.
- Crimine contro l'umanità, film diretto da Norman Jewison, dove Michael Caine interpreta il ruolo di Pierre Brossard, ispirato a Paul Touvier.

### Programma radiofonico
- Incontro con X. All'affare Touvier sono state dedicate due trasmissioni consecutive, trasmesse il 14 gennaio e il 21 gennaio 2006 su France Inter.

| Controllo di autorità | VIAF (EN) 19711276 · ISNI (EN) 0000 0000 5510 1969 · LCCN (EN) nr91014299 · GND (DE) 118975005 · BNF (FR) cb121242356 (data) · J9U (EN, HE) 987007403691405171 |